# Station Biskupin Odcinek
Station Biskupin Odcinek is een spoorwegstation in de Poolse plaats Biskupin.